# HD 38382
HD 38382，又名BD-20 1171，SAO 170756、HR 1980，是一颗恒星，视星等为6.34，位于銀經224.43，銀緯-23.43，其B1900.0坐标为赤經5h 40m 10s，赤緯-20° -23.43′ 14″。